# Eriopyga ochrota
Eriopyga ochrota är en fjärilsart som beskrevs av William Schaus 1903. Eriopyga ochrota ingår i släktet Eriopyga och familjen nattflyn. Inga underarter finns listade i Catalogue of Life.